# Memento (Entwurfsmuster)
Ein Memento (englisch memento pattern, auch Token) ist in der Softwareentwicklung ein Entwurfsmuster, das zur Kategorie der Verhaltensmuster (englisch behavioral patterns) gehört. Das Muster dient der Erfassung und Externalisierung des internen Zustands eines Objektes, wobei sichergestellt wird, dass dadurch seine Kapselung nicht verletzt wird. So kann das Objekt zu einem späteren Zeitpunkt wieder in diesen Zustand zurückversetzt werden. Es ist eines der sogenannten GoF-Muster.

## Verwendung
Das Memento findet Anwendung, wenn
- eine Momentaufnahme des (Teil-)Zustands eines Objektes zwischengespeichert werden muss
- verhindert werden soll, dass eine direkte Schnittstelle zur Ermittlung des Zustands Implementierungsdetails offenlegt

Ein typischer Anwendungsfall ist beispielsweise die Implementierung von Haltepunkten oder Undo-Mechanismen.

## Akteure
Das Memento-Muster hat die Akteure Originator und Memento. Der Originator ist ein Objekt mit einem internen Zustand, der verändert werden kann. Im Memento kann dieser Zustand abgespeichert werden, um zu einem späteren Zeitpunkt wiederhergestellt zu werden.

## Vorteile
- Datenkapselung kann aufrechterhalten werden, womit keine direkte Sichtbarkeit beziehungsweise Zugriffsmöglichkeit auf Attribute eines Objekts entsteht
- Das Muster stellt eine einfache Möglichkeit dar, eine teilweise Schnittstelle zu schaffen

## Beispiel
Folgendes Javaprogramm stellt den Rückgängig-Mechanismus (undo) in Java dar.
```
public
 
class
 
MementoDemo
 
{

  
public
 
static
 
void
 
main
(
String
[]
 
args
)
 
{

    
Originator
 
originator
 
=
 
new
 
Originator
();

    
originator
.
set
(
"State1"
);

    
originator
.
set
(
"State2"
);

    
Memento
 
memento1
 
=
 
originator
.
saveToMemento
();

    
originator
.
set
(
"State3"
);

    
// We can request multiple mementos, and choose which one to roll back to.

    
Memento
 
memento2
 
=
 
originator
.
saveToMemento
();

    
originator
.
set
(
"State4"
);

    
originator
.
restoreFromMemento
(
memento2
);

  
}

}

public
 
class
 
Memento
 
{

  
/** State of the memento */

  
private
 
final
 
String
 
state
;

  
public
 
Memento
(
final
 
String
 
stateToSave
)
 
{

    
state
 
=
 
stateToSave
;

  
}

  
public
 
String
 
getSavedState
()
 
{

    
return
 
state
;

  
}

}

public
 
class
 
Originator
 
{

  
/** Current state */

  
private
 
String
 
state
;

  
// The class could also contain additional data that is not part of the

  
// state saved in the memento.

  
public
 
void
 
set
(
String
 
state
)
 
{

    
System
.
out
.
println
(
"Originator: Setting state to "
 
+
 
state
);

    
this
.
state
 
=
 
state
;

  
}

  
public
 
Memento
 
saveToMemento
()
 
{

    
System
.
out
.
println
(
"Originator: Saving to Memento."
);

    
return
 
new
 
Memento
(
state
);

  
}

  
public
 
void
 
restoreFromMemento
(
Memento
 
memento
)
 
{

    
state
 
=
 
memento
.
getSavedState
();

    
System
.
out
.
println
(
"Originator: State after restoring from Memento: "
 
+
 
state
);

  
}

}

```

Die Ausgabe lautet:
```
Originator: Setting state to State1
Originator: Setting state to State2
Originator: Saving to Memento.
Originator: Setting state to State3
Originator: Saving to Memento.
Originator: Setting state to State4
Originator: State after restoring from Memento: State3
```

In diesem Beispiel wird ein String als Zustand verwendet, der in Java standardmäßig unveränderbar ist. Üblicherweise ist der Zustand aber ein normales Objekt, das man klonen muss, bevor man es im Memento verwendet:
```
private
 
Memento
(
final
 
State
 
state
)

{

    
// Der Zustand muss zuerst geklont werden, bevor

    
// das Memento zurückgegeben wird, oder aufeinanderfolgende

    
// Aufrufe würden auf ein und dasselbe Objekt zugreifen.

    
mementoState
 
=
 
state
.
clone
();

}

```

Die oben angegebene Implementierung hat einen Nachteil, indem sie eine interne Klasse deklariert. Es wäre besser, wenn die Memento-Strategie auf mehr als ein Objekt anwendbar wäre.
Grundsätzlich gibt es drei andere Wege, ein Memento zu realisieren:
1. Die Serialisierung.
2. Eine Klasse im selben Paket zu deklarieren.
3. Auf das Objekt über einen Stellvertreter zugreifen, der die Sicherungs- und Wiederherstellungsoperation durchführt.